# Svjetionik Rt Veli rat
Svjetionik Veli Rat ili Punta Bjanka, izgrađen je 1849. godine na sjeverozapadnom rtu Dugog otoka i s visinom od 42 m najviši je svjetionik na Jadranu dometa svjetla od 22 nautičke milje (oko 40 km).
Nalazi se 35 km zapadno od Zadra. Na udaljenosti od 3 km nalaze se naselja Veli Rat, Verunić i Polje, a trajektna luka u Brbinju udaljena je 9 km.
Svjetionik je okružen gustom borovom šumom, lijepim uvalama i šljunčanim plažama. Ovaj svjetionik jedan je od najljepših na Jadranu, a uz njega se vežu razne legende poput one da je za fasadu neobične žute boje utrošeno 100.000 žutanjaka koja i dan danas stoji. Uz svjetionik je i kapelica sv. Nikole, zaštitnika pomoraca, u kojoj je sačuvan Rimski misal iz 1869. godine. U kapelici se u novije vrijeme sve češće organiziraju romantična vjenčanja.
Do svjetionika se može doći i osobnim vozilom, a zahvaljujući cestovnoj povezanosti s naseljima moguća je redovna opskrba potrebnim namirnicama.
Na svjetioniku je uvijek jedna obitelj svjetioničara a svjetionikom upravlja Plovput doo - društvo u vlasništvu RH za održavanje pomorskih puteva i radijske službe.